# Музейно-выставочный комплекс стрелкового оружия имени М. Т. Калашникова

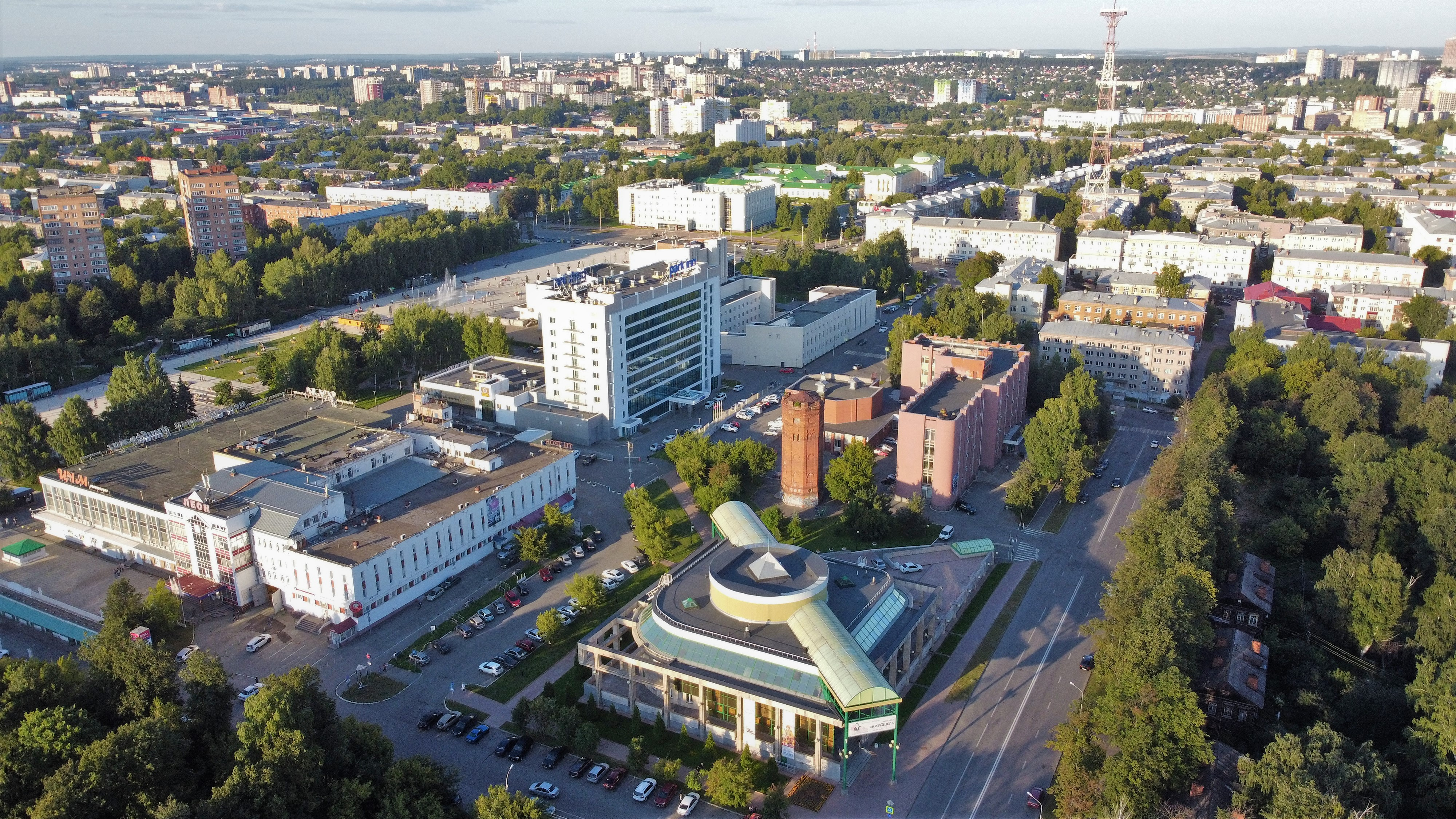
Музей с высоты (на переднем плане)

Музейно-выставочный комплекс стрелкового оружия имени М. Т. Калашникова находится в Октябрьском районе Ижевска, к югу от Центральной площади. Музей был основан в 1996 году, а в 2004 году разместился в новом здании.

## История
20 марта 1996 года был создан муниципальный музей, названный в честь генерального конструктора стрелкового оружия М. Т. Калашникова. В том же году начало строиться здание музейно-выставочного комплекса по проекту института «Прикампромпроект». Автором проекта здания выступил архитектор П. И. Фомин в соавторстве с А. А. Караваевым.
В 2004 году здание было передано Удмуртской Республике. В феврале того же года Музейно-выставочный комплекс был открыт как государственное учреждение культуры в соответствии с Распоряжением Правительства Удмуртской Республики № 1347-р. Торжественное открытие музея состоялось 4 ноября того же года и было приурочено к 85-летию М. Т. Калашникова. На церемонии присутствовали президент Удмуртии А. А. Волков, А. Б. Чубайс и сам М. Т. Калашников.
Музей участвует во всероссийском музейном фестивале «Интермузей», а в 2005 году был удостоен специального приза жюри «За лучший музейный дебют». Он также принимал участие во всероссийских выставках «РОСТ-2005», «РОСТ-2006», «РОСТ-2007», в 2005 году вошёл в состав Российского Союза Туриндустрии, в 2008 году был занесён во Всероссийскую книгу Почета, а в 2009 году был награждён почётным знаком Правительства Российской Федерации «За активную работу по патриотическому воспитанию граждан Российской Федерации».

## Экспозиции
Площадь экспозиций составляет 945 м², музейный фонд составляет 18500 единиц хранения. Экспозиции музея посвящаются жизни М. Т. Калашникова, истории оружейного производства Ижевска, образцам исторического и современного оружия. Для дошкольников и школьников предназначены специальные образовательные программы и мастер-классы. Широко используются возможности мультимедиа. В музее также есть тир для огнестрельного, травматического и пневматического оружия.

## Галерея

Экспозиция музейно-выставочного комплекса, 2004-2019 гг.
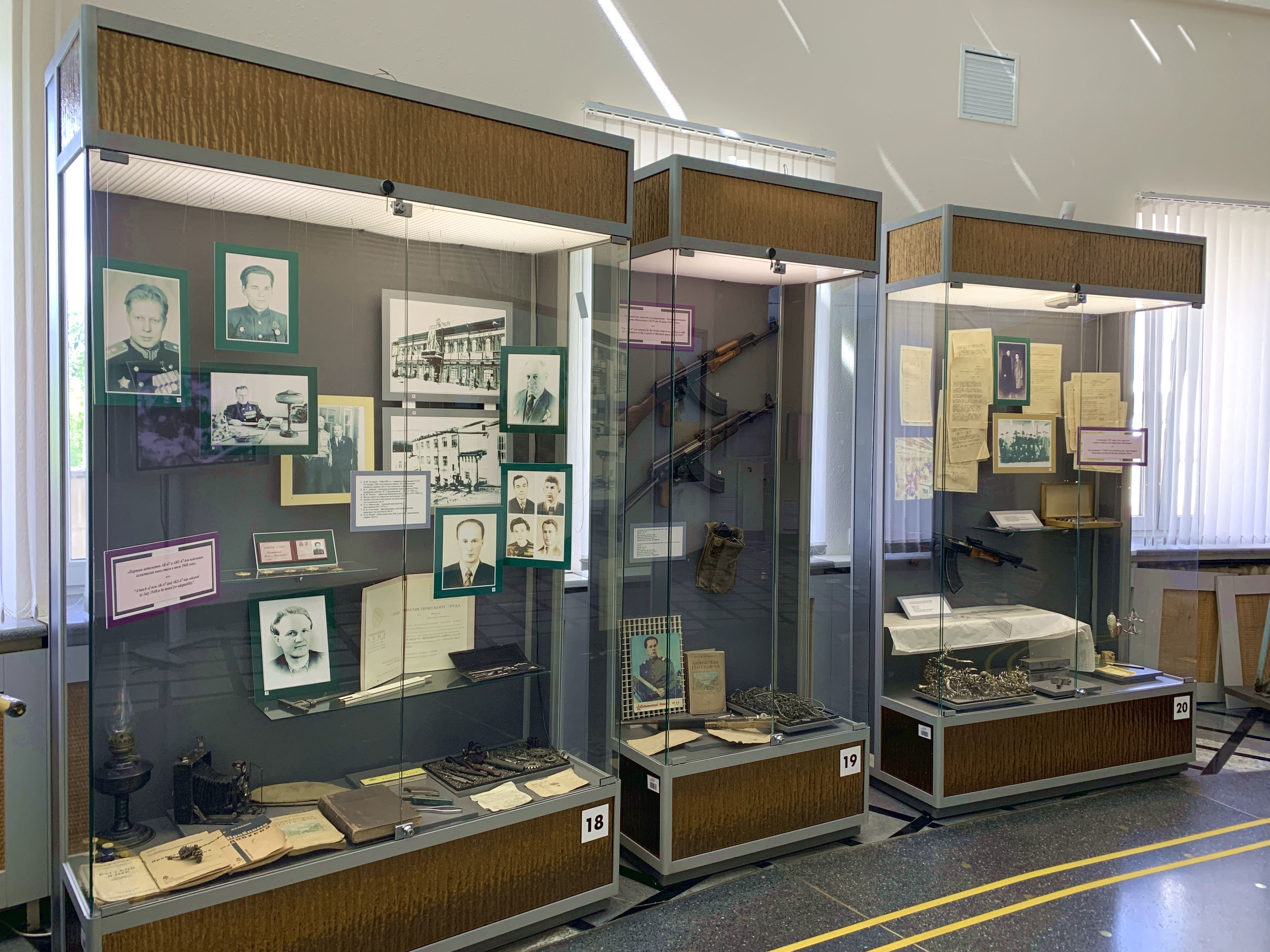
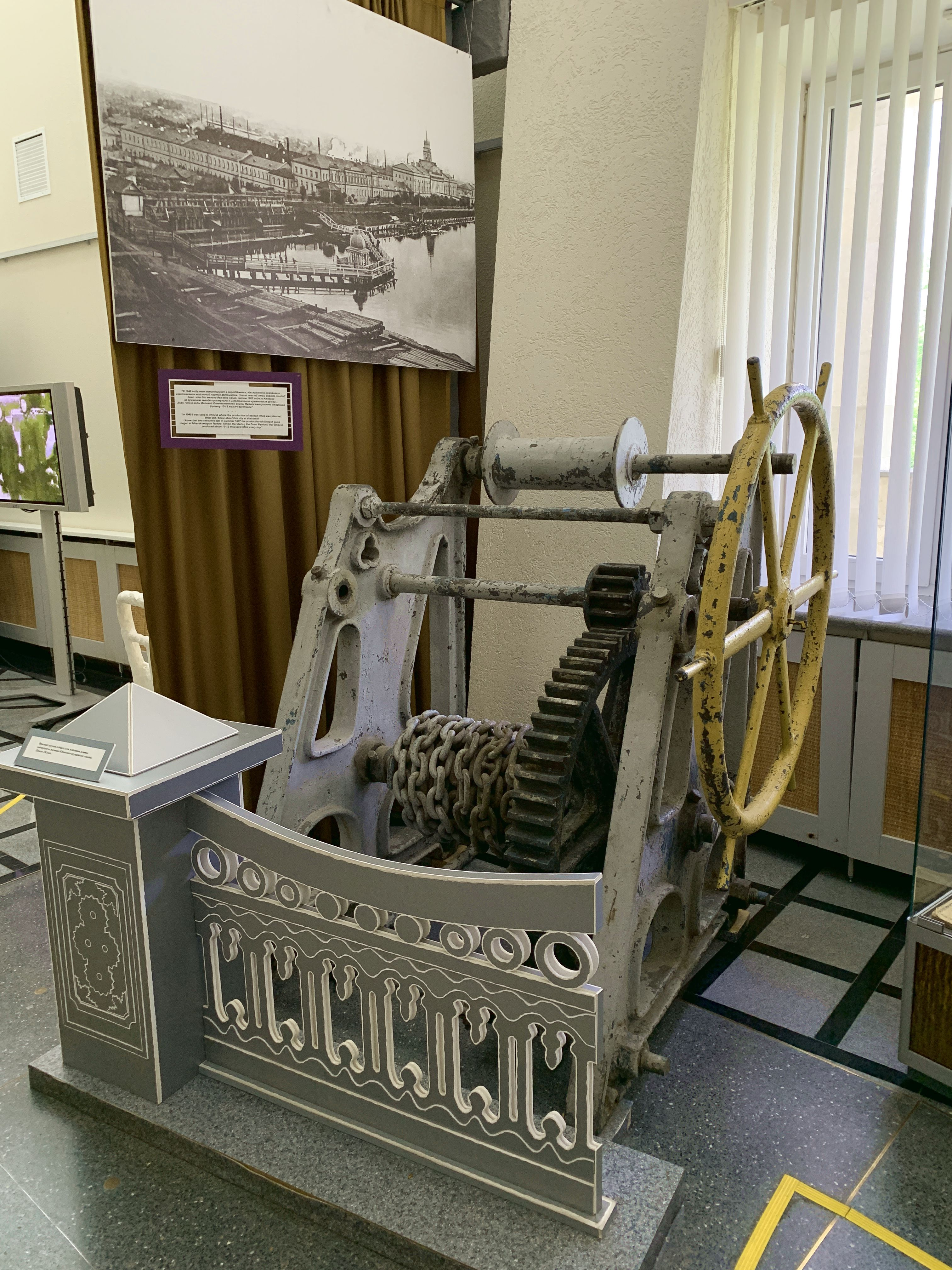
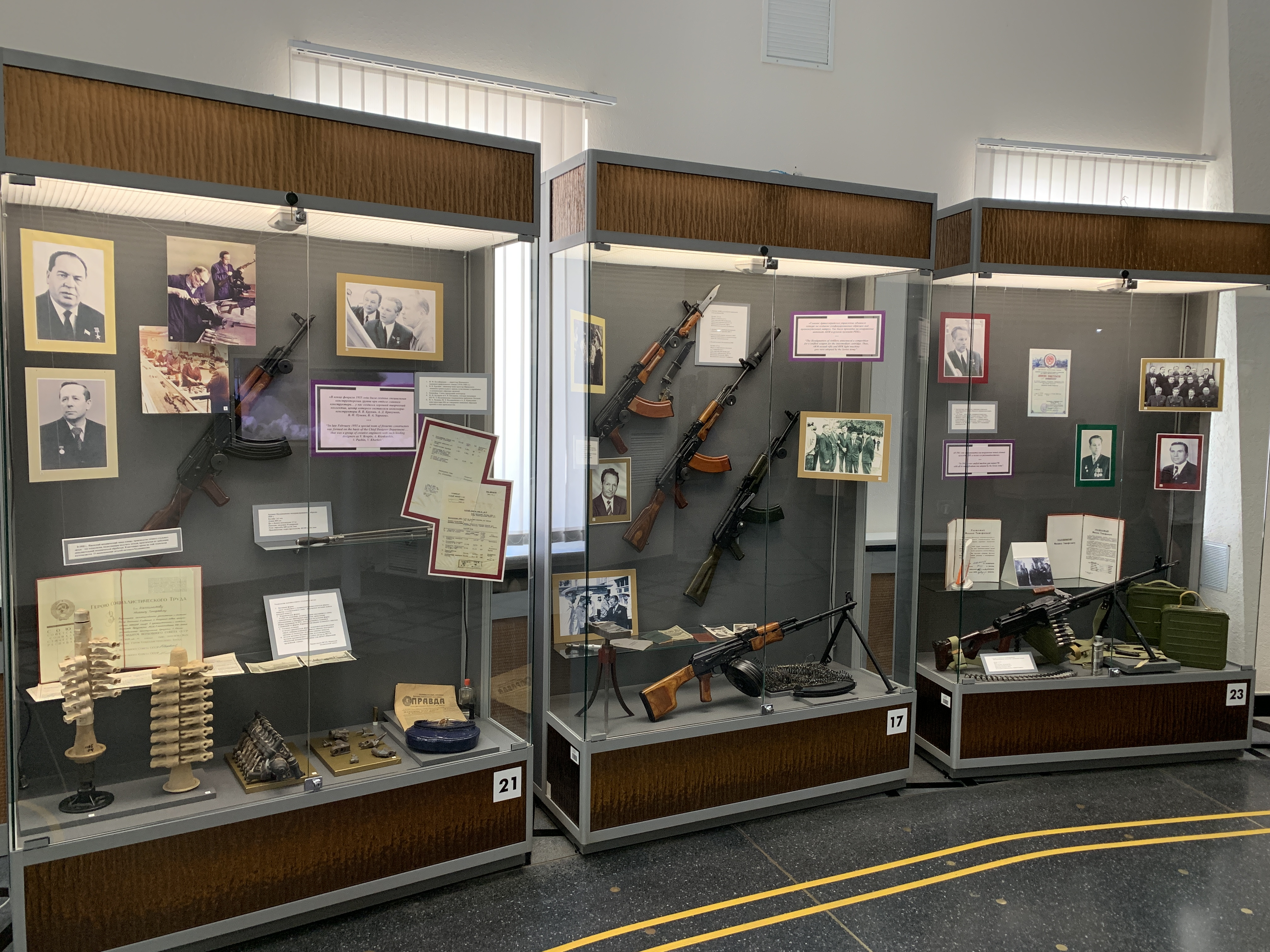
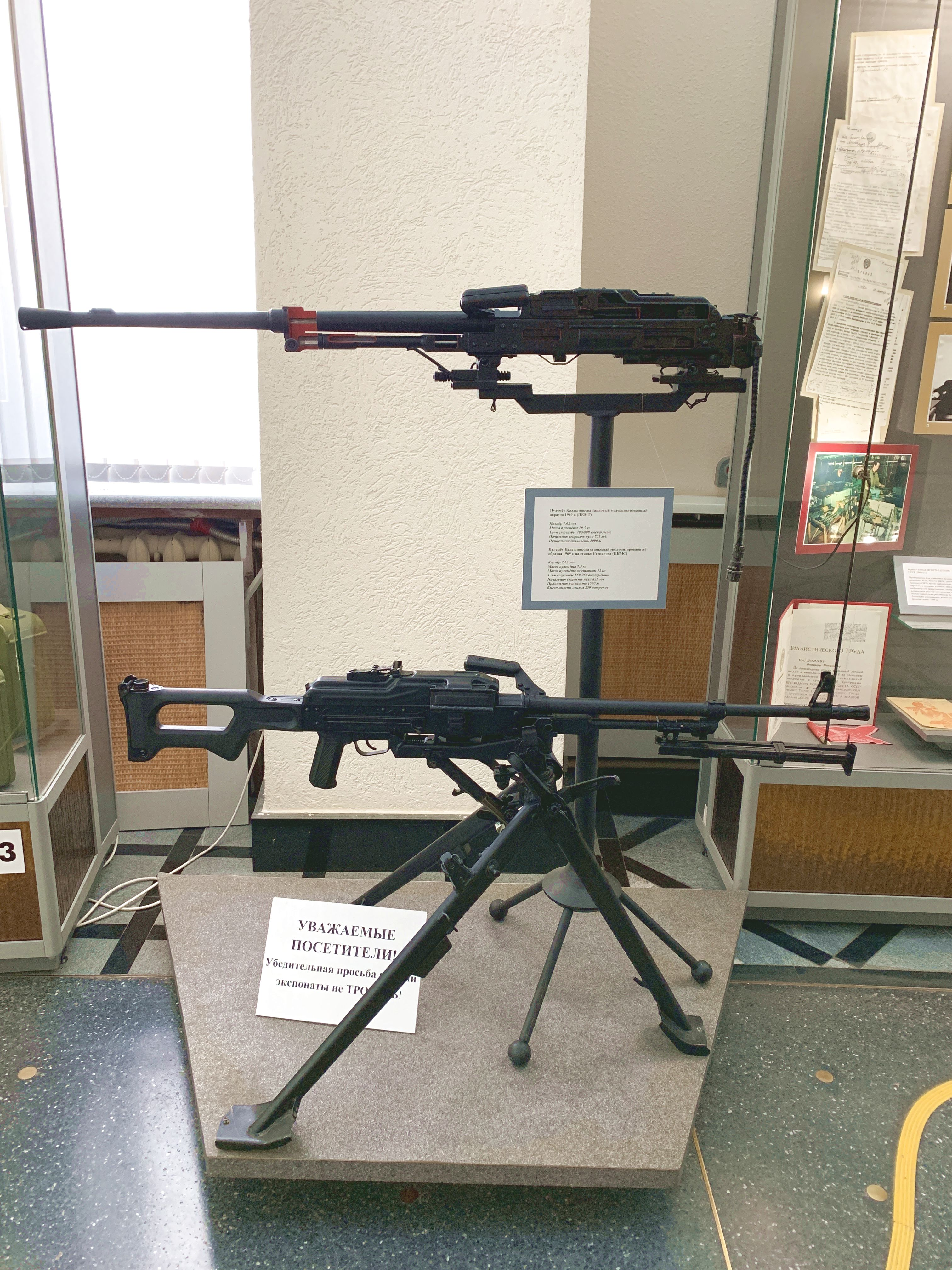
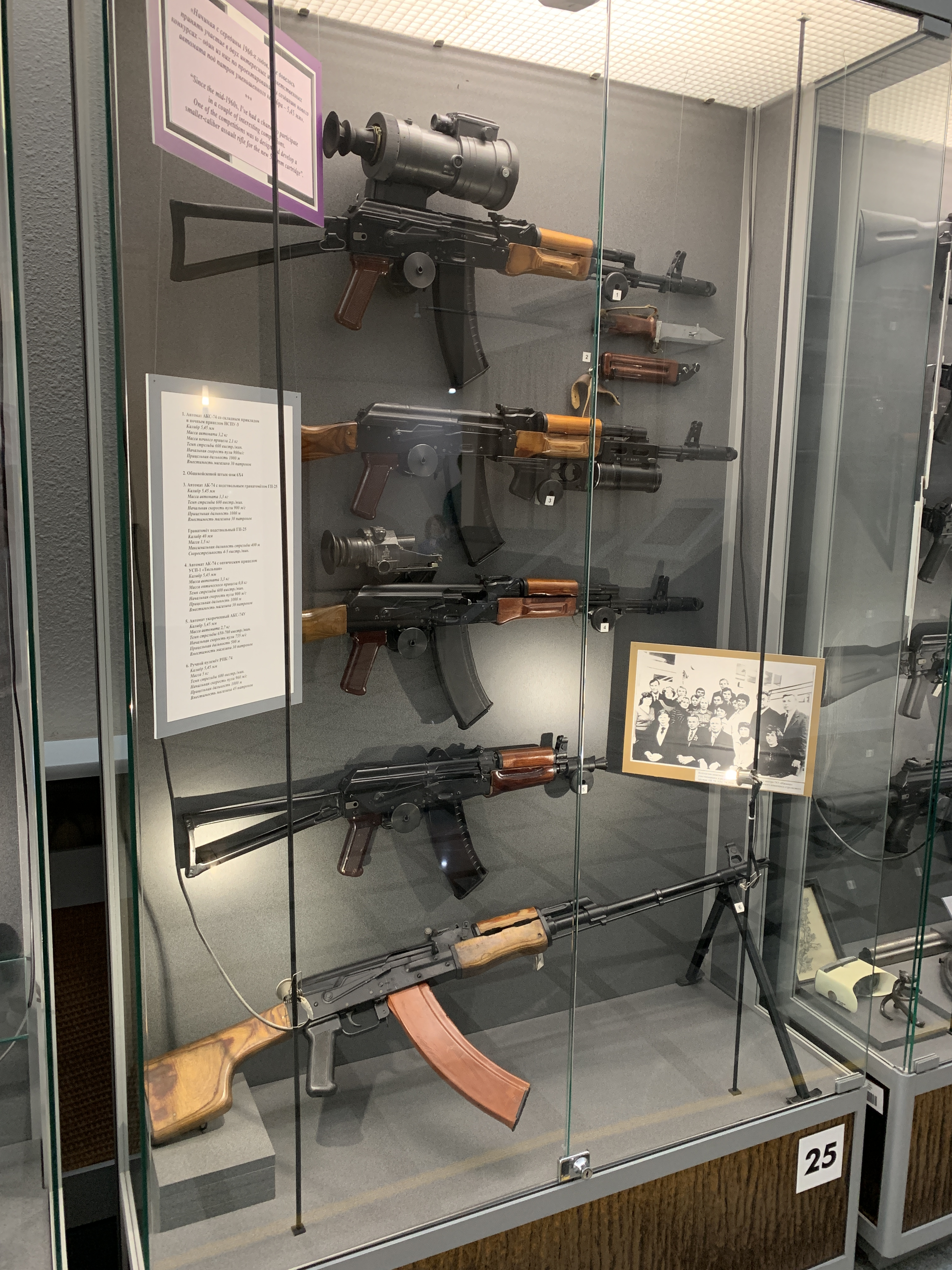
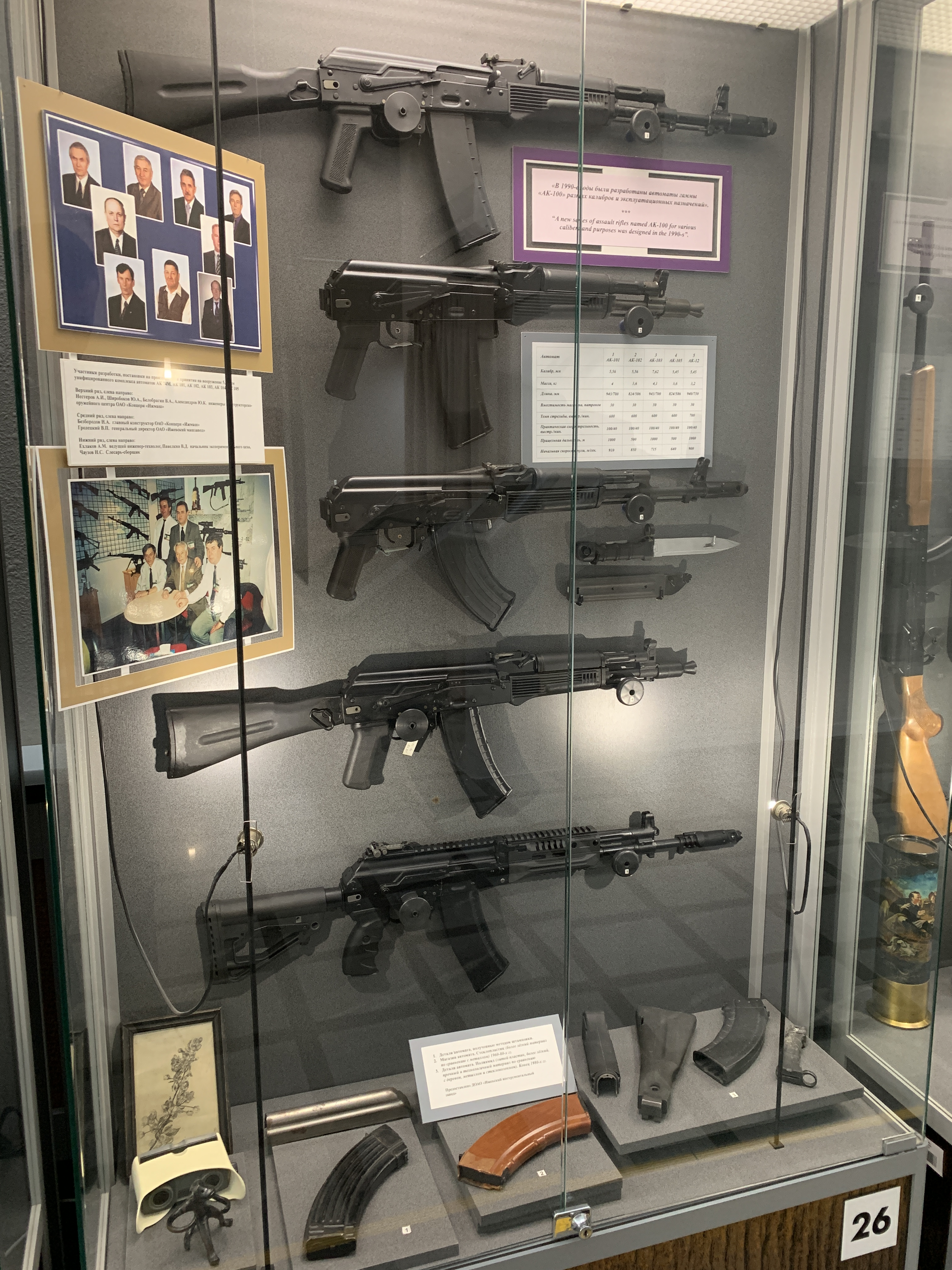
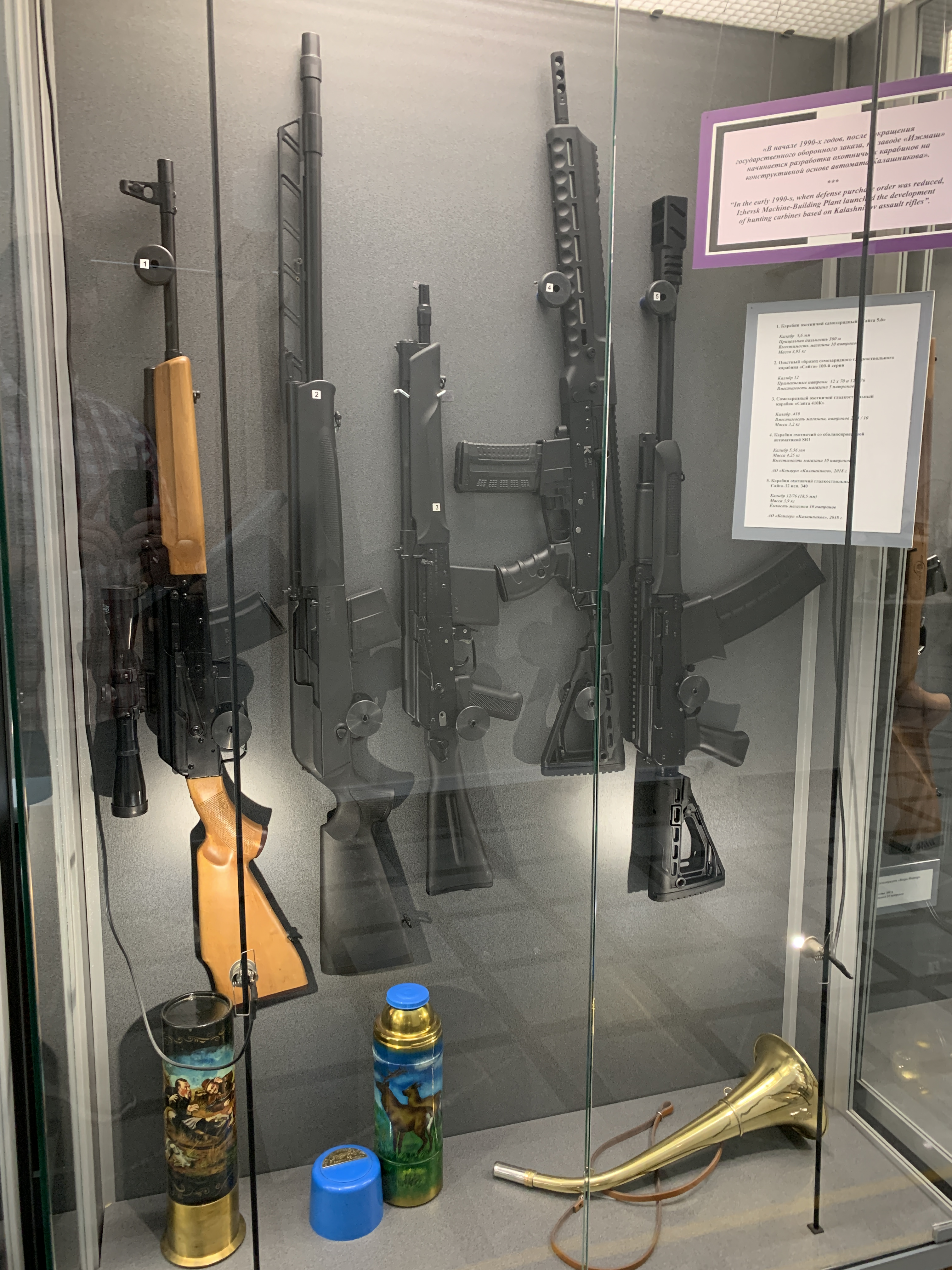
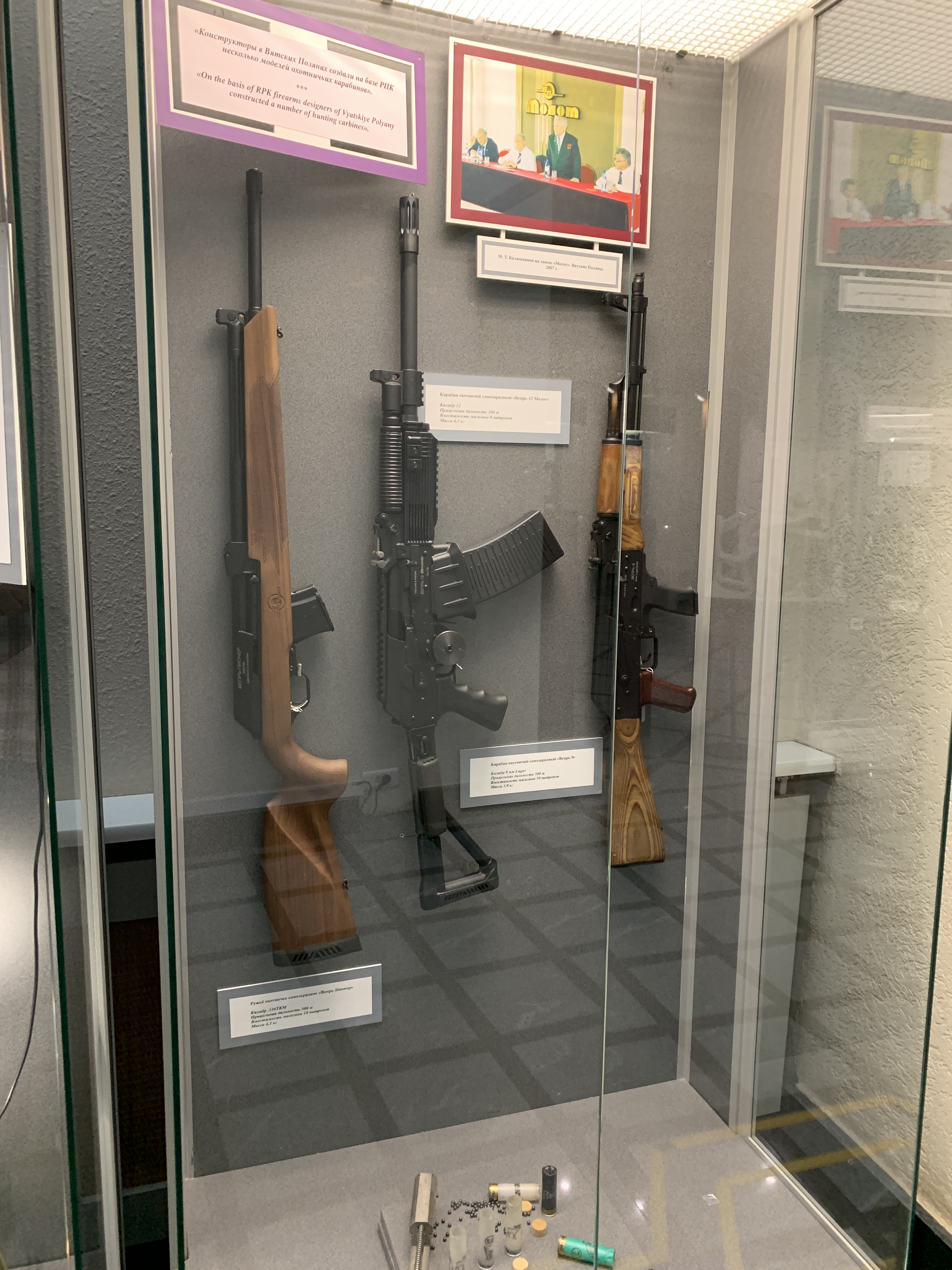
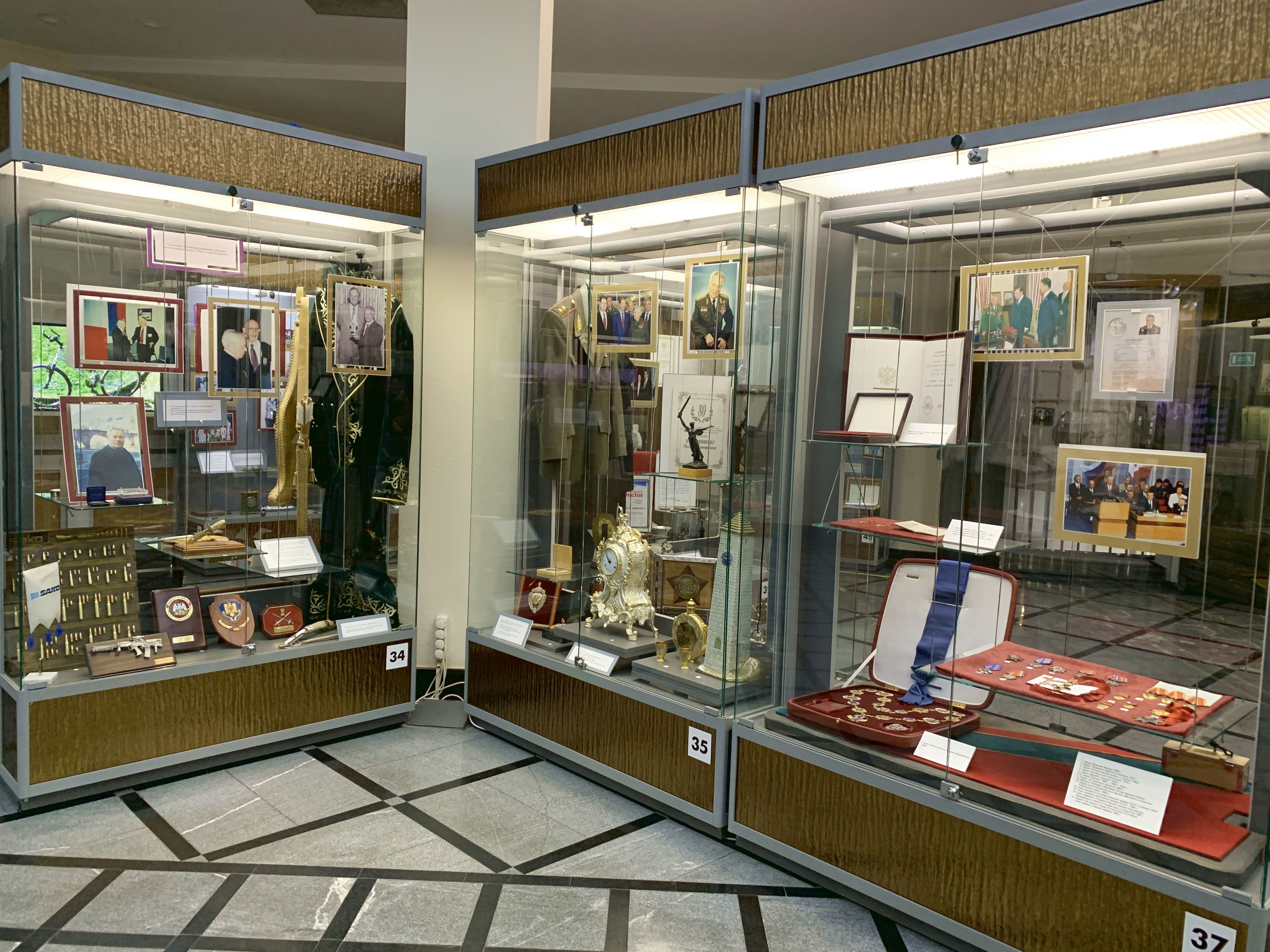
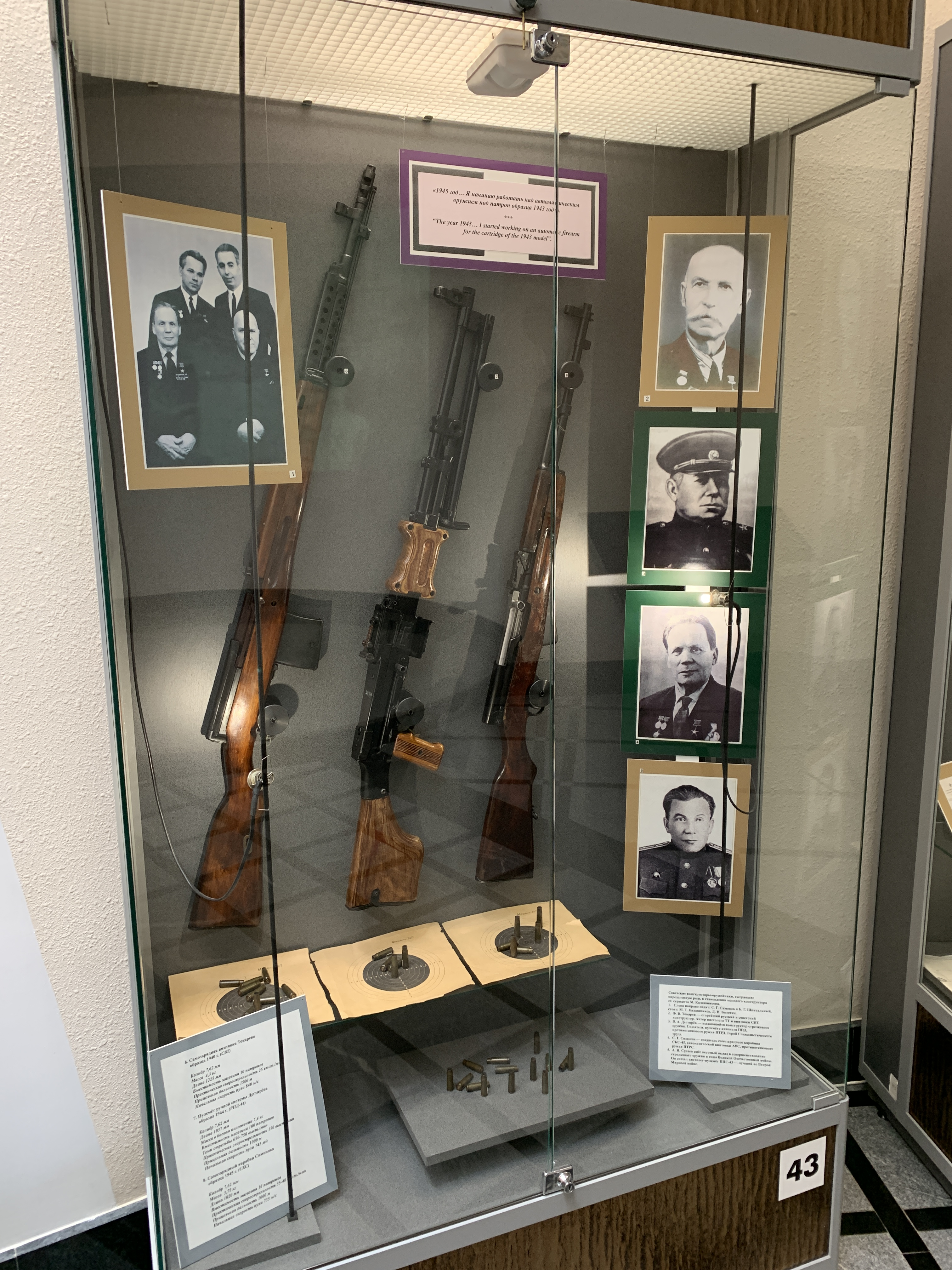